# Спінозавр
Спіноза́вр (лат. Spinosaurus, від spina — «голка» + дав.-гр. σαΰρος — «ящірка») — рід спінозаврових динозаврів, що був одним із найбільших наземних хижаків, які коли-небудь існували — 14 м завдовжки, вагою до 7,4 т. Рештки знайдені в Алжирі, Єгипті, Марокко, Нігері, Тунісі, датуються сеноманським періодом пізньої крейди, приблизно від 100 до 94 мільйонів років тому. Рід вперше став відомим з єгипетських зразків, знайдених у 1912 році та описаних німецьким палеонтологом Ернстом Штромером у 1915 році. Два види спінозаврів були названі: Spinosaurus aegyptiacus (буквально, «єгипетський хребетний ящір» (англ. Egyptian spine lizard)) і спірний вид Spinosaurus maroccanus (у перекладі «марокканський хребетний ящір» (англ. Moroccan spine lizard)). Рід спінозаврів Sigilmassasaurus, що існував паралельно, деякі автори також синонімізують з S. aegyptiacus, хоча інші дослідники вважають його окремим таксоном. Інший можливий молодший синонім — Oxalaia з формації Алкантара в Бразилії.
Відомо, що спінозавр харчувався рибою, проте більшість вчених вважають, що він полював як на наземну, так і на водну здобич. Докази свідчать про те, що він був напівводним, проте наскільки добре він був здатний плавати, залишається під питанням. Кістки ніг спінозавра мали ознаки остеосклерозу (підвищеної щільності кісткової тканини), що дозволяло б йому краще зберігати плавучість. Спинне вітрило могло виконувати різні функції, включаючи терморегуляцію та демонстрацію — або для залякування суперників, або для приваблення партнерів. Він жив у вологому середовищі приливних рівнин і мангрових лісів разом з багатьма іншими динозаврами, а також рибами, крокодиломорфними, ящірками, черепахами, птерозаврами та плезіозаврами.

## Історія відкриття

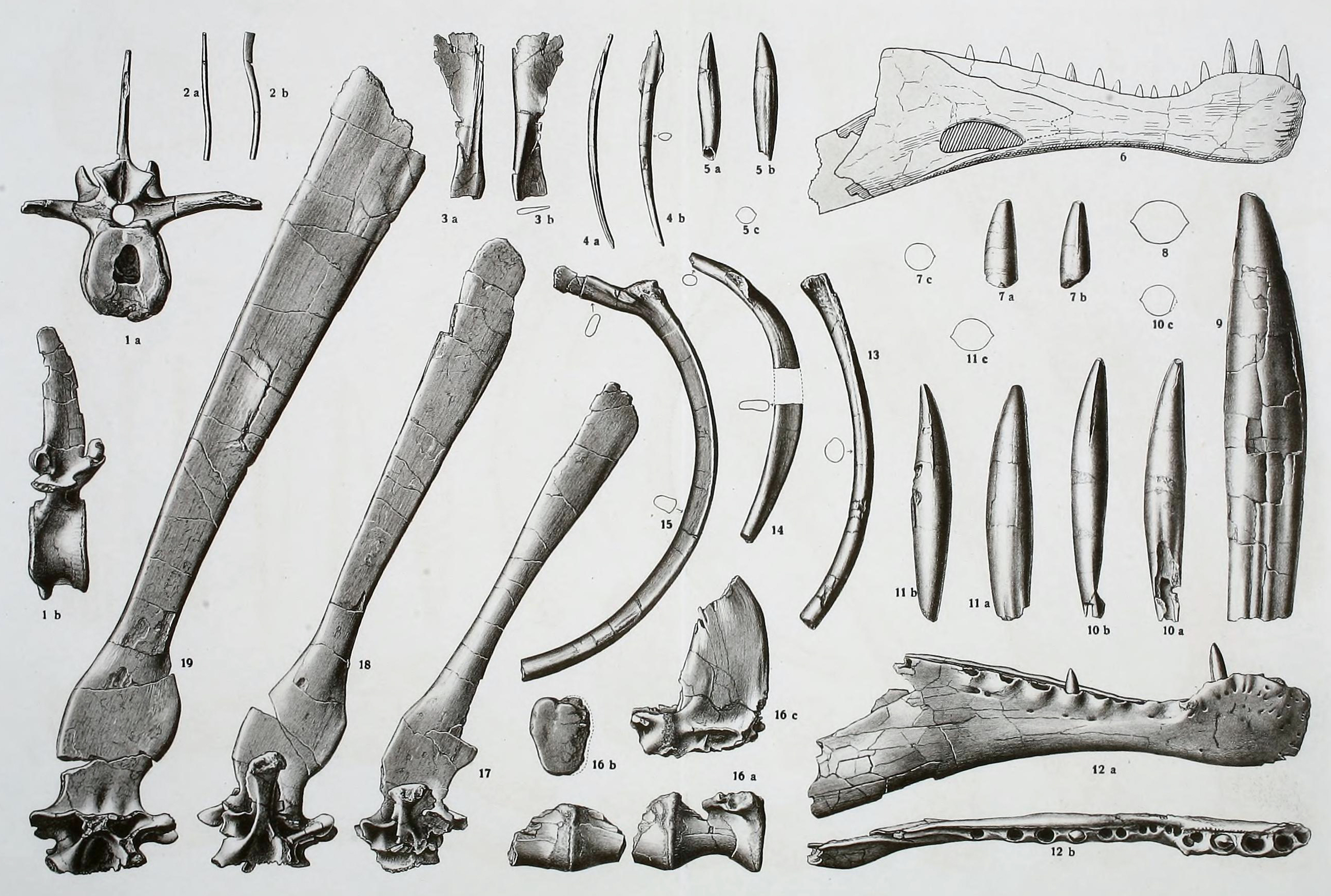
Таблиця I за Штромером (Stromer, 1915) із зображенням елементів голотипу S. aegyptiacus

Було названо два види спінозаврів: Spinosaurus aegyptiacus (що означає «єгипетський хребетний ящір») і спірний Spinosaurus maroccanus (що означає «марокканський хребетний ящір»). Перші описані останки спинозавра були знайдені та описані на початку 20 століття. У 1912 році Річард Маркграф виявив частковий скелет гігантського теропода в формації Бахарія в західному Єгипті. У 1915 році німецький палеонтолог Ернст Штромер опублікував статтю, в якій відніс зразок до нового роду та виду Spinosaurus aegyptiacus.

### Екземпляри

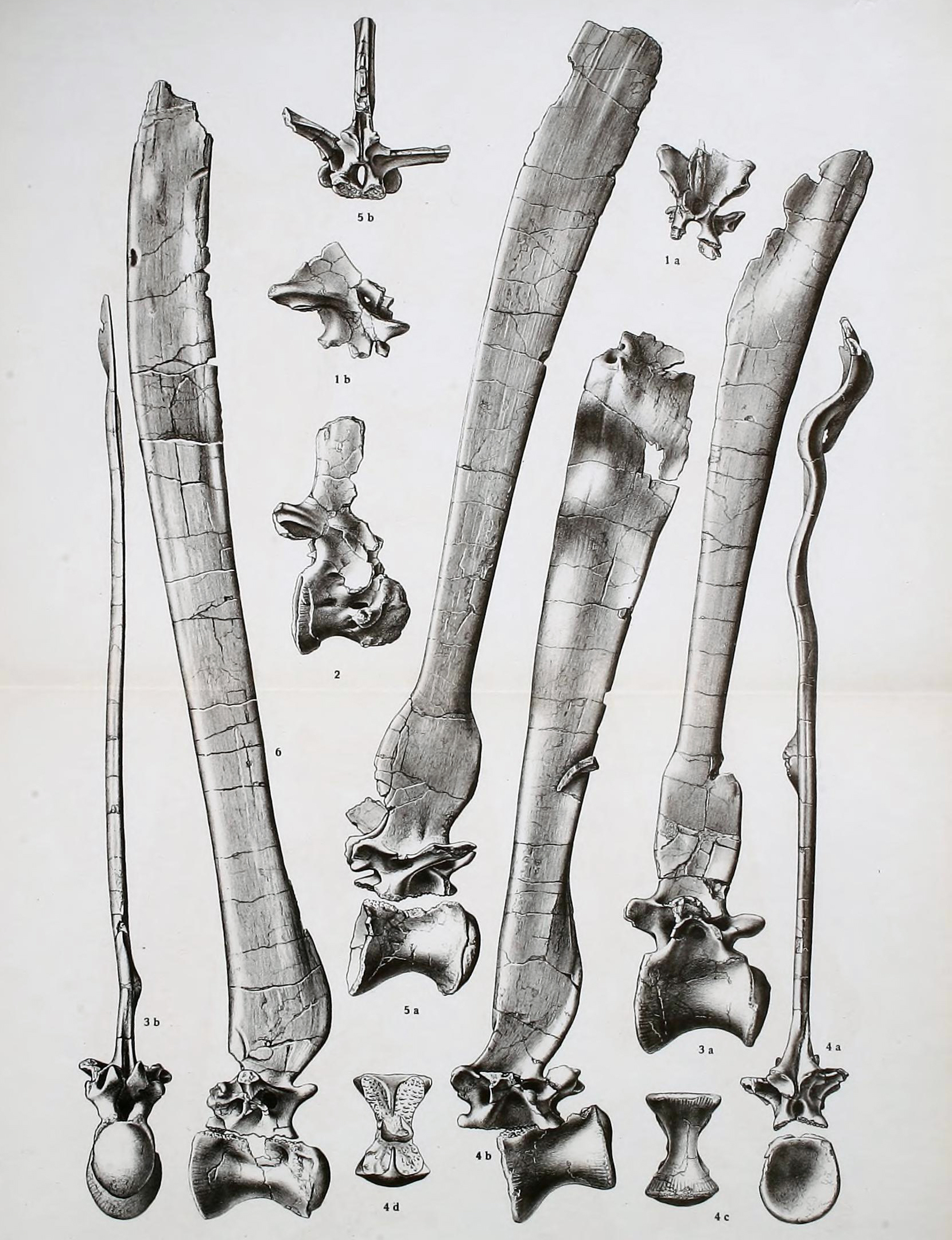
Ілюстрація спинних хребців S. aegyptiacus, 1915 р.

Було описано шість основних часткових зразків спінозавра. BSP 1912 VIII 19, описаний Штромером у 1915 році з формації Бахарія, Єгипет, був голотипом. Матеріал складався з наступних елементів, більшість з яких були неповними: праві та ліві зубні та пластинчасті кістки з нижньої щелепи довжиною 75 сантиметрів; прямий шматок лівої верхньої щелепи, який був описаний, але не замальований; 20 зубів; 2 шийні хребці; 7 спинних хребців; 3 крижові хребці; 1 хвостовий хребець; 4 грудні ребра; та гастралія. З дев'яти відростків хребців, чия висота була наведена, найдовший мав довжину 1,65 метра. Штромер стверджував, що зразок походить з раннього сеноману, близько 97 мільйонів років тому. Він був знищений у роки Другої світової війни, зокрема, «в ніч з 24 на 25 квітня 1944 року під час британського бомбардування Мюнхена», яке серйозно пошкодило будівлю, де розміщувався Палеонтологічний музей Мюнхена (Баварська державна колекція палеонтології). Втім, детальні креслення та опис зразка збереглися. Син Штромера передав архіви свого батька Палеонтологічному державному музею Мюнхена в 1995 році. Сміт з колегами проаналізували дві фотографії голотипу Spinosaurus BSP 1912 VIII 19, виявлені в архівах у 2000 році. На основі фотографії нижньої щелепи та фотографії всього зразка в змонтованому вигляді Сміт дійшов висновку, що оригінальні малюнки Штромера 1915 року були дещо неточними. У 2003 році Олівер Ройгут припустив, що голотип спінозавра Штромера був химерою, що складалася з хребців та хребцевих відростків кархародонтозаврида, схожого на акрокантозавра, і зубної кістки баріонікса або зухоміма. Цей аналіз був спростований принаймні в одному подальшому дослідженні.
Зразок NMC 50791, що зберігається в Канадському музеї природи, — це середній шийний хребець довжиною 19,5 сантиметрів з Кем-Кемських відкладів Марокко. Це голотип Spinosaurus maroccanus, описаний Расселом у 1996 році. Інші зразки, віднесені до S. maroccanus у цій же статті, — це два інші середні шийні хребці (NMC 41768 і NMC 50790), передній фрагмент зубної кістки (NMC 50832), середній фрагмент зубної кістки (NMC 50833) і передня дорсальна невральна дуга (NMC 50813). Рассел вказує, що для цього зразка «можна надати лише загальну інформацію про місцезнаходження», а тому він може бути датований лише «можливо» альбським періодом.

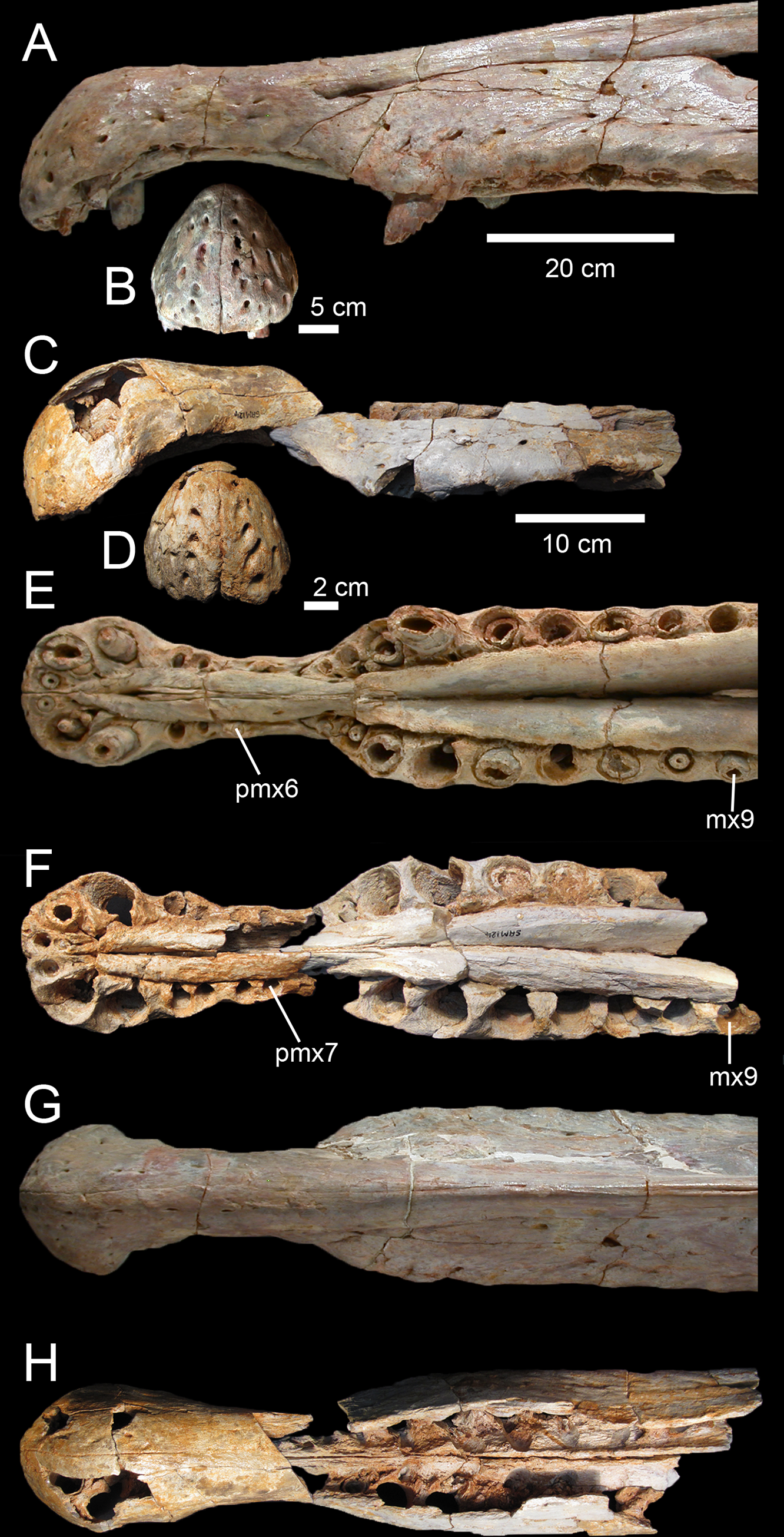
Порівняння морд MNSM V4047 та MNHN SAM 124, голотипу S. maroccanus

MNHN SAM 124, що зберігається в Національному музеї природничої історії, складається з часткових передщелепних, часткових верхніх кісток, лемішей та фрагмента зубної кістки. Описаний Такетом і Расселом у 1998 році, екземпляр має ширину від 13,4 до 13,6 сантиметрів; довжина не вказана. Зразок був знайдений в Алжирі і «походить з альбського ярусу».
BM231 (з колекції Національного гірничого управління, Туніс) був описаний Бюффето та Уаджа у 2002 році. Він складається з часткової передньої частки зубної кістки довжиною 11,5 сантиметрів з ранньоальбського шару формації Ченіні в Тунісі. Фрагмент зубної кістки, який включав чотири альвеоли та два часткових зуби, був «надзвичайно схожий» на існуючий матеріал S. aegyptiacus.
UCPC-2 у Палеонтологічній колекції Чиказького університету складається переважно з двох вузьких з'єднаних носових кісток з рифленим гребенем у міжочній області. Зразок довжиною 18 сантиметрів був знайдений в ранньосеноманській частині марокканського Кем-Кемського пласта в 1996 році та описаний в науковій літературі у 2005 році Крістіано Даль Сассо з Громадського музею природознавства в Мілані.
MSNM V4047 (в Музеї природної історії Мілану), описаний Дал Сассо та його колегами у 2005 році як Spinosaurus cf. S. aegyptiacus, складається з морди (передщелепна, часткова верхня щелепа та часткова носова кістки) довжиною 98,8 сантиметрів з Кем-Кемських відкладень. Ізольований риб'ячий хребець, попередньо віднесений до Onchopristis, був знайдений в асоціації з зубними альвеолами цього екземпляра.
FSAC-KK 11888 — частковий скелет підліткової особи, знайдений у Кем-Кемських відкладах Північної Африки. Він був описаний Ібрагімом та його колегами у 2014 році та визначений як неотиповий зразок, хоча Еверс та його колеги відхилили призначення неотипу для FSAC-KK-11888 у 2015 році. Він включає шийні хребці, спинні хребці, хребцеві відростки, крижі, стегнові, гомілкові кістки, педальні фаланги, хвостовий хребець, кілька спинних ребер та фрагменти черепа.

## Опис

Схема черепа спінозавра. Задня частина черепа відтворена на основі черепа близько спорідненого зі спінозавром іритатора (Irritator)

У спінозавра була довга, вузька морда, дуже схожа на крокодилячу (звідси теорія про рибну дієту спінозавра) з прямими конічними зубами без зазубрин. Верхня щелепа біля переднього кінця має звуження. У 2022 році Сакамото підрахував, що сила укусу спінозавра у фронтальній частині щелеп становила 4829 ньютонів, а в задній — 11 936 ньютонів.
Він мав великі, міцні передні кінцівки з трипалими лапами, зі збільшеним кігтем на першому пальці. Характерні хребцеві відростки спінозавра, виростали щонайменше до 1,65 м завдовжки та, ймовірно, були покриті шкірою, формуючи структуру, схожу на вітрило, хоча деякі автори припускають, що відростки були вкриті жиром і утворювали горб. Тазостегнові кістки спінозавра були редуковані, а ноги дуже короткі у співвідношенні до тіла. Його довгий і вузький хвіст був сплющений завдяки високим тонким хребцевим відросткам і видовженим шевронам, які утворювали гнучкий плавник або веслоподібну структуру. Він нагадував хвости сучасних крокодилів або тритонів, і, ймовірно, дозволяв ефективно штовхати тіло вперед під час плавання.

### Розміри

Орієнтовні розміри найбільшого відомого, голотипу, неотипу та найменшого відомого зразка з людиною

З моменту свого відкриття спінозавр був претендентом на звання найбільшого динозавра-теропода. Фрідріх фон Гюен у 1926 році та Дональд Ф. Глут у 1982 році включили його до переліку наймасивніших тероподів у своїх дослідженнях: 15 метрів у довжину і понад 6 тонн у вазі. У 1988 році Грегорі С. Пол також назвав його найдовшим тероподом —15 метрів, але дав меншу оцінку маси — 4 тонни.
У 2022 році Пол Серено та його колеги припустили, що Spinosaurus aegyptiacus досягав максимальної довжини тіла у 14 метрів і максимальної маси тіла у 7,4 тонни, та створили 3D-модель скелета на основі КТ «з осьовим стовпом у нейтральному положенні». Відповідно, на сьогодні він є одним із найбільших наземних хижаків, що коли-небудь існували. Розміри спінозавра були не меншими, аніж у кархародонтозаврових (Carcharodontosauridae) й тиранозаврових (Tyrannosauridae), хоча він був легшої статури. Водночас, за найновішими реконструкціями, спінозаври вели водний спосіб життя, отже маса тіла тварини, підтримувана водою, могла збільшитися в кілька разів навіть при легшій будові кістяка.

## Палеобіологія

### Функція «вітрила»
Головною особливістю всіх спінозавридів було «вітрило» із відростків хребців на спині. У спінозавра воно було найбільшим із відомих, заввишки до 2 м.

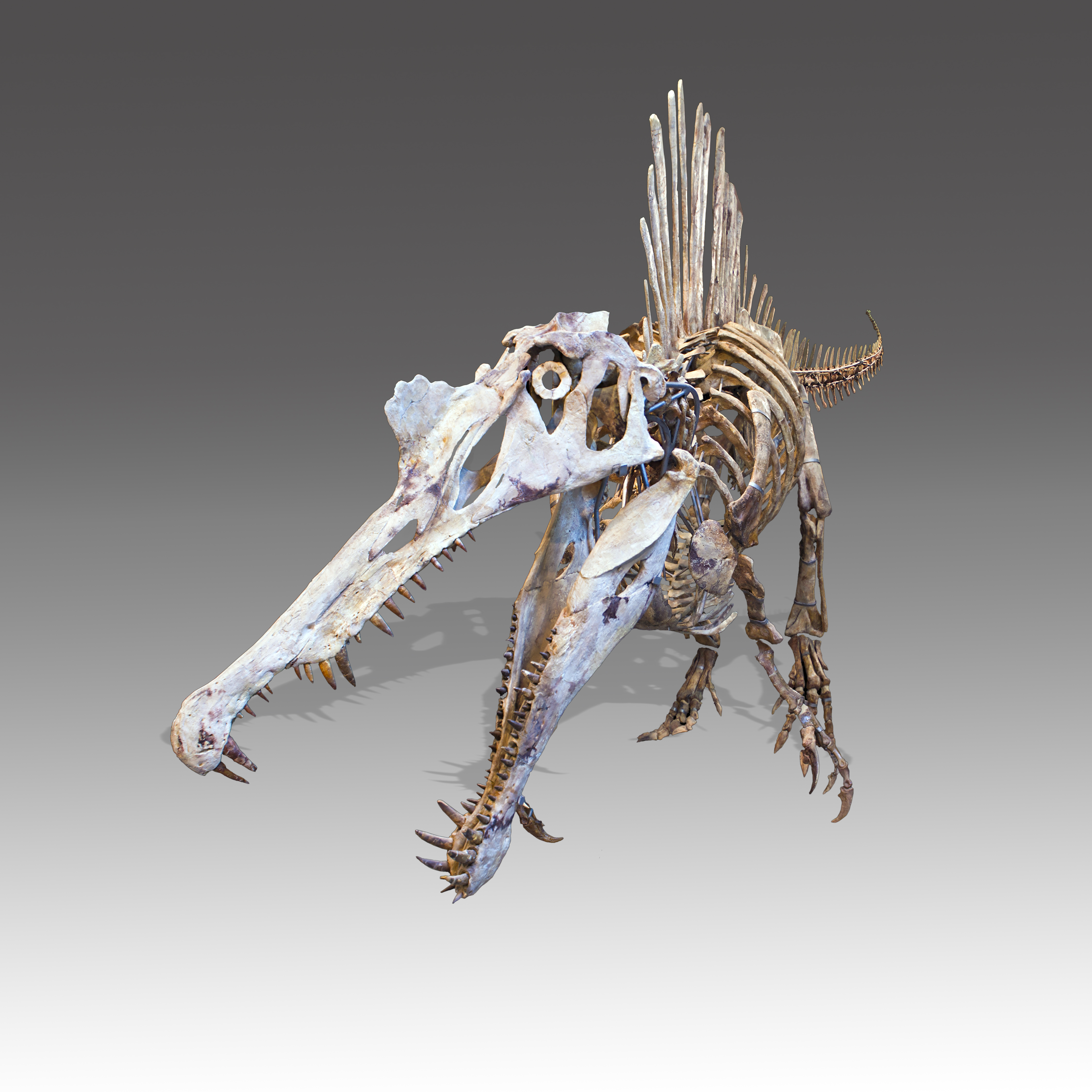
Реконструкція скелета спінозавра

Основні гіпотези про призначення цього вітрила:
- Показова функція. Згідно з цією теорією, вітрило використовувалося для приваблювання партнера, подібно до хвоста павича (тому, можливо, було лише в представників однієї статі), або для відлякування нападників (найімовірніше, інших спінозаврів, адже вони були найбільшими хижаками), або виконувало обидві ці функції.
- Функція терморегулятора. Якщо структура містила велику кількість кровоносних судин, тварина могла використовувати велику площу поверхні вітрила, щоб акумулювати тепло. Це б означало, що тварина в кращому випадку була лише частково теплокровною і жила в кліматі, де нічні температури були прохолодними або низькими, а небо, як правило, безхмарним. Можливо також, що структура використовувалася для відведення надлишкового тепла від тіла, а не для його накопичення. Великі тварини через відносно мале співвідношення площі поверхні тіла до загального об'єму (принцип Голдейна) стикаються з набагато більшими проблемами з відведенням надлишкового тепла при підвищених температурах, ніж з його отриманням при падінні температури. Вітрила великих динозаврів значно збільшували площу шкіри їхніх тіл, при цьому мінімально збільшуючи об'єм. Щобільше, якщо вітрило було відвернуте від сонця або розташоване під кутом 90 градусів до прохолодного вітру, тварина могла б досить ефективно охолоджувати себе в теплому кліматі крейдової Африки[19].

- Жировий горб. Джек Боумен Бейлі припустив, що спінозавр та інші динозаври з довгими відростками хребців мали жирові горби на спині для накопичення енергії, теплоізоляції та захисту від спеки[20].
- Спинний плавник. Гімса та його колеги (2015) припускають, що спинний парус спінозавра був аналогом спинних плавників риб-вітрильників і виконував гідродинамічну функцію[21]. Автори вказують на те, що більш базальні, довгоногі спінозаври мали круглі або серповидні спинні вітрила, тоді як у Spinosaurus спинні відростки утворювали приблизно прямокутну форму, схожу за формою на спинні плавники вітрильників. Вітрильники використовують спинні плавники, щоб спільно заманювати та зганяти рибу в певну зону, після чого хапають її дзьобом. Автори також припускають, що спінозавр міг використовувати свій довгий вузький хвіст для оглушення здобичі, як сучасна акула-лисиця[22].

### Харчування

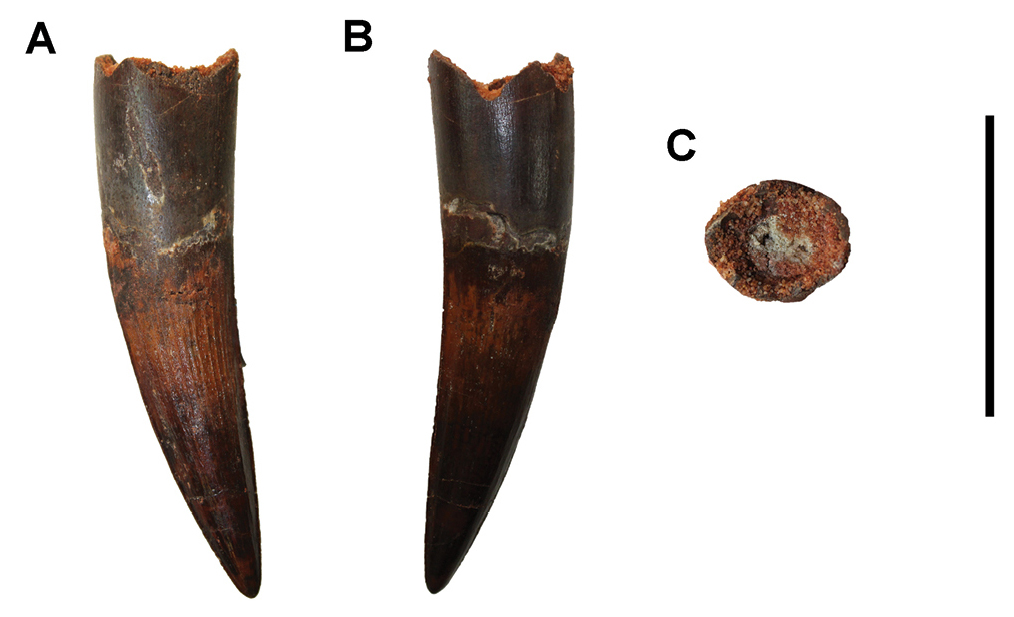
Зуб з Марокко з різних ракурсів

Спінозавр був насамперед рибоїдним, на що вказують його видовжені щелепи, конічні зуби (це допомагало йому утримувати слизьку рибу) та підняті ніздрі. Припущення щодо раціону спінозаврів походять від споріднених європейських та південноамериканських видів. Баріонікс був знайдений з риб'ячою лускою і кістками молодого ігуанодона в шлунку, в той час як зуб, застряглий в кістці південноамериканського птерозавра, свідчить про те, що спінозаврові іноді полювали на них. Однак, швидше за все, спінозавр був універсальним і опортуністичним хижаком, можливо, крейдовим еквівалентом великих ведмедів гризлі, який більше полюбляв живитись рибою, хоча за можливості полював та їв падло різних видів дрібної і середньої здобичі. Стаття 2024 року припускає, що спінозавр та інші спінозаврові, окрім риби, також полювали на дрібних і середніх наземних хребетних.

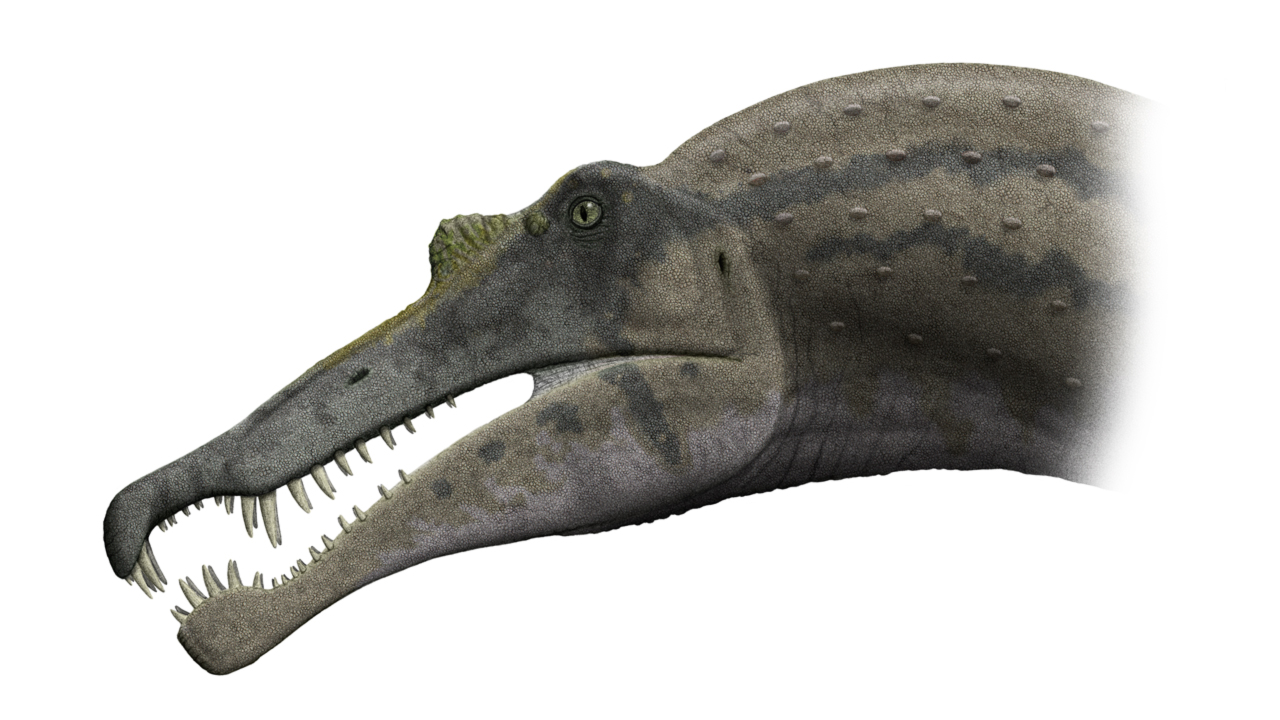
Голова S. aegyptiacus на основі реконструкції 2005 року Крістіано Дал Сассо

У 2022 році Сакамото підрахував, що сила переднього укусу спінозавра становила 4829 ньютонів, а заднього — 11 936 ньютонів. На основі цієї оцінки він припустив, що щелепи спінозавра були пристосовані до відносно швидкого змикання з меншим зусиллям м'язів, що вказує на те, що тварина, швидше за все, вбивала здобич швидким клацанням щелеп, а не повільним розчавлюванням, що зазвичай спостерігається у тварин, які харчуються напівводною їжею.
Спінозаври мали анатомічні характеристики, що дозволяли їм поєднувати всі три стратегії полювання: вітрило для ефективнішого заганяння здобичі, а також гнучкі хвіст і шия для ударів по воді, щоб оглушувати, ранити або вбивати здобич.

### Рух і постава

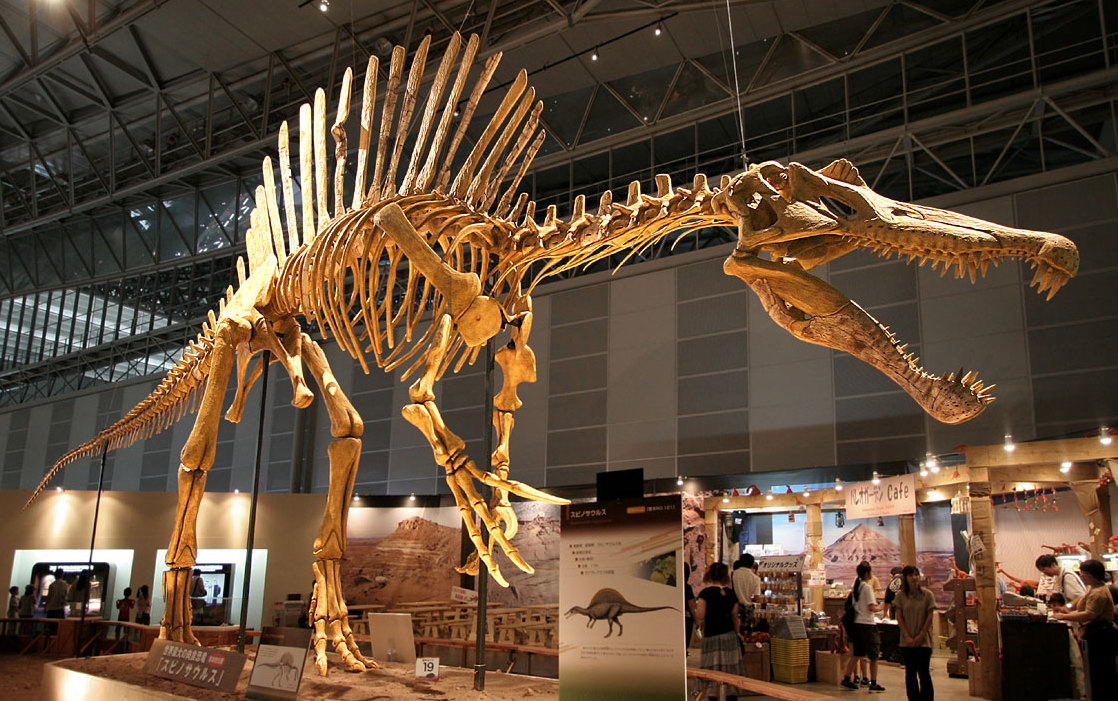
Реконструкція скелета у типовій чотириногій стійці

Хоча в науковому співтоваристві спінозавра традиційно зображували як двоногого, в середині 20 століття його часто зображували як винятково чотириногого, схожого на диметродона. Починаючи з середини 1970-х років, була висунута гіпотеза, що спінозавр хіба що зрідка приймав чотириногу стійку, підкріплена відкриттям баріонікса — спорідненого динозавра з міцними руками. Враховуючи масу гіпотетичних жирових спинних горбів спінозавра, Бейлі (1997) висловив припущення про чотириногість цього виду, що призвело до появи нових реконструкцій. Тероподи, включаючи спінозаврид, не могли пронатувати руки (повертати передпліччя так, щоб долоня була повернута до землі), але положення спокою на боці кисті було можливим, про що свідчать скам'янілі відбитки ранньоюрського теропода.
Гіпотеза про те, що спінозавр мав типову чотириногу ходу, з тих пір втратила популярність, проте все ще вважається, що спінозавриди могли присідати в чотириногій позі через біологічні та фізіологічні обмеження. Аналіз, проведений Хендерсоном, у 2018 р. показав, що спінозаври, ймовірно, були здатні до двоногого наземного пересування; натомість їхній центр маси знаходився близько до стегон, що дозволяло їм стояти вертикально, як і іншим двоногим тероподам.

### Водні навички

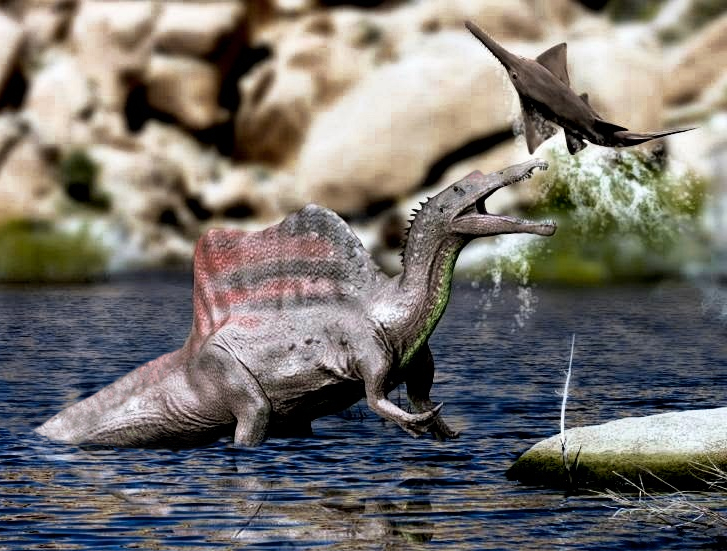
Реконструкція спінозавра, що атакує пилкозуба онхопристіса

Ізотопний аналіз 2010 року, проведений Роменом Аміотом та його колегами, показав, що співвідношення ізотопів кисню в зубах спінозаврид, включаючи зуби спінозавра, вказує на напівводний спосіб життя. Співвідношення ізотопів з зубної емалі, інших частин спінозавра (знайдених в Марокко і Тунісі), а також інших хижаків з тієї ж області, таких як кархародонтозавр, було порівняно з ізотопним складом його сучасників-тероподів, черепах і крокодилів. Дослідження показало, що зуби спінозавра з п'яти з шести досліджених місцезнаходжень мали співвідношення ізотопів кисню ближче до черепах і крокодилів, ніж у зубів інших тероподів з тих же місцезнаходжень. Автори припустили, що спінозаври переключалися між наземним і водним середовищем існування, щоб конкурувати за їжу з великими крокодилами та іншими великими тероподами відповідно.
Однак дослідження Дональда Гендерсона проведене у 2018 році, спростовує твердження про те, що спінозавр був напівводним хижаком. Вивчаючи плавучість легенів крокодилів і порівнюючи її з розміщенням легенів у спінозавра, було виявлено, що спінозаври не могли пірнати або занурюватися нижче поверхні води. Він також був здатний тримати всю голову над поверхнею води під час плавання, подібно до інших неводних тероподів. Крім того, дослідження показало, що спінозаврам доводилося постійно гребти задніми лапами, щоб запобігти випадковому перевертанню на бік — те, що не потрібно робити сучасним напівводним тваринам. Тому Гендерсон припустив, що спінозавр, ймовірно, не полював повністю зануреним у воду, як вважалося раніше, а проводив більшу частину свого часу на суші або на мілководді.

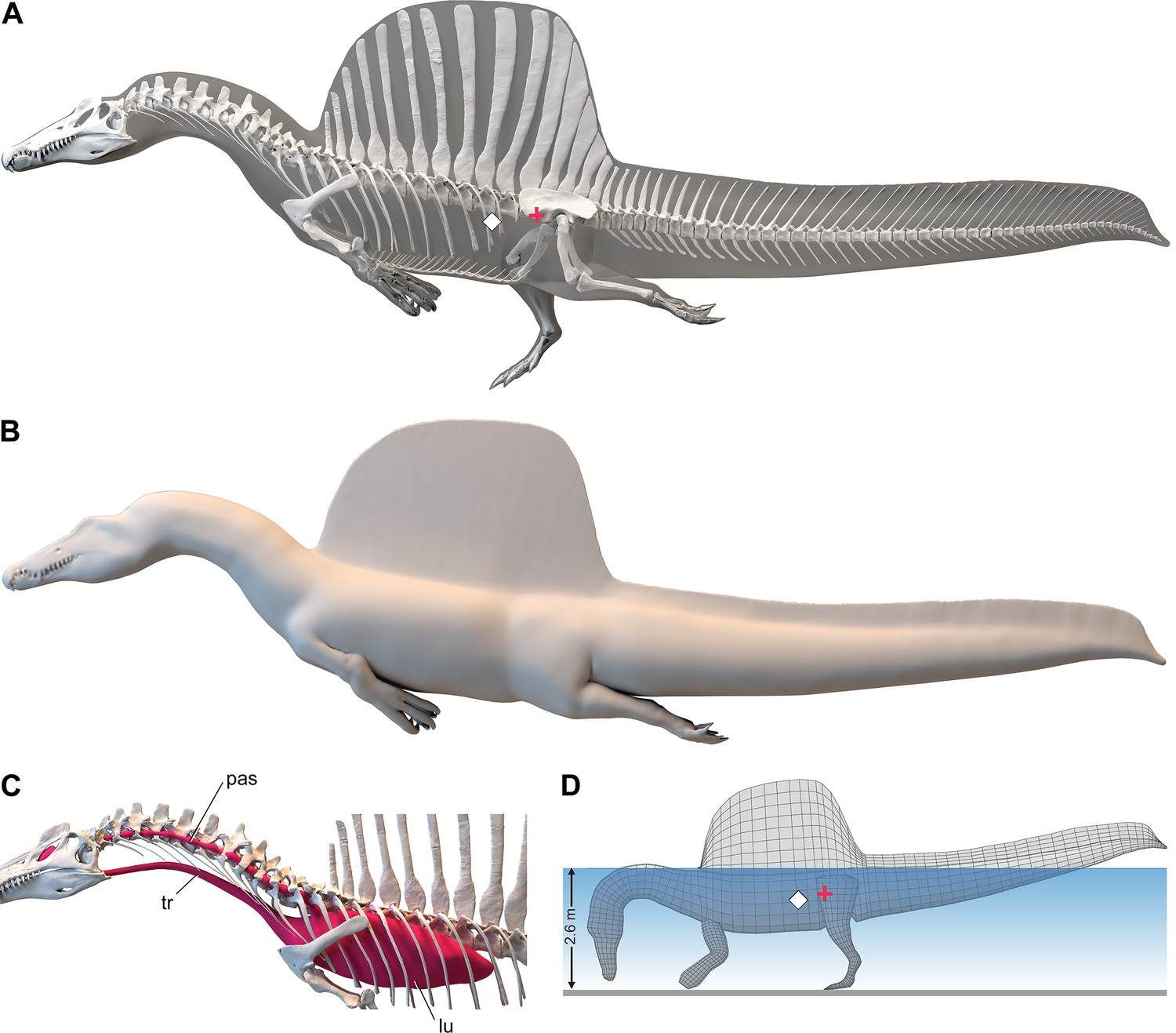
Модель тіла S. aegyptiacus, використана для дослідження плавучості у 2022 році

У дослідженні 2022 року Фаббрі та ін. порівняли кісткову структуру спінозавра зі структурою кісток Baryonyx та Suchomimus. Дослідження показало, що спінозавр і баріонікс мали щільні кістки, які дозволяли їм пірнати та переслідувати здобич під водою. У порівнянні з ними, зухомім мав більш порожнисті кістки, що свідчить про те, що він полював на мілководді. Ці висновки також свідчать про те, що різні роди спінозаврів були більш екологічно різними, ніж вважалося раніше, оскільки деякі з них були краще пристосовані до полювання в підводному середовищі, ніж інші, тісно пов'язані з ними роди.
Того ж року, всупереч дослідженню Фаббрі та його колег, Серено та його колеги припустили, що спінозавр був повністю двоногим на суші та нестійким, малорухливим плавцем на поверхні глибокої води. Їхні результати були отримані шляхом реконструкції КТ-моделі скелета, а потім додавання повітряних мішків і м'язів. Їхні результати, а також скам'янілості спінозавра, що свідчать про те, що він жив вглибині континенту вздовж річок та озер, дозволяють припустити, що це був напівводний хижак, який віддавав перевагу водному середовищу як уздовж узбережжя, так і вглибині континенту. Водночас вони припустили, що великий хвостовий плавець, ймовірно, використовувався більше для демонстрації, ніж для плавання, оскільки хвости нині живих тварин виконують ту саму функцію, коли вони мають порівняно високі хребцеві відростки.
У статті 2024 року Myrhvold et al. також сперечаються, що спінозавр і баріонікс були пірнаючими хижаками, які переслідували тварин. Натомість вони також стверджують, що спінозавр і баріонікс полювали більше як чаплі, а не пірнали за здобиччю.

## Класифікація

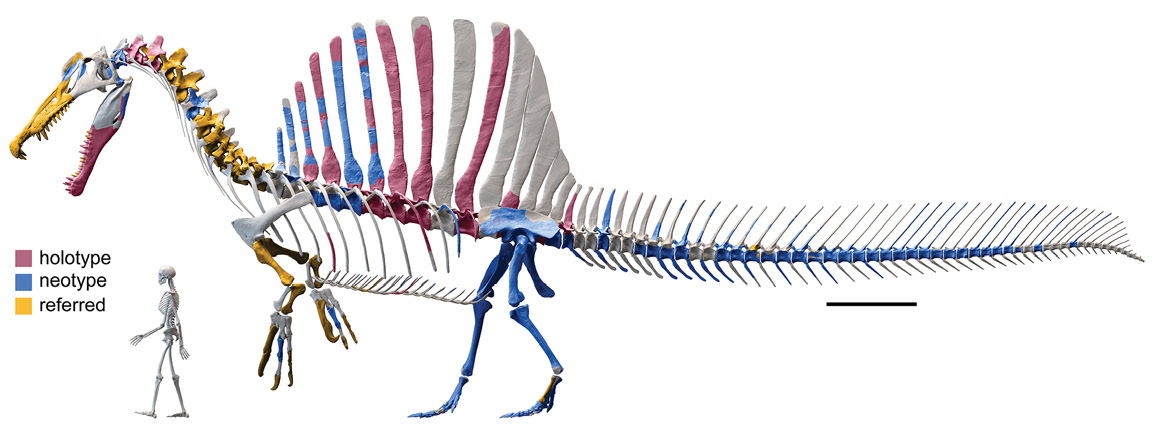
Цифрова реконструкція скелета спінозавра, що демонструє відомі кістки на основі голотипу (червоний), запропонованого неотипу (синій) і згадуваних зразків (жовтий), згідно з Серено та його колегами

Spinosaurus дав назву своїй родині Spinosauridae (спінозаврові), отже він є її типовим родом. У цій родині спінозавра, іритатора, ангатураму та сіамозавра відносять до підродини спінозавринів (Spinosaurinae). Підродина Spinosaurinae була названа Серено в 1998 році, а Хольц з колегами (2004) визначили її як всі таксони ближчі до Spinosaurus aegyptiacus, ніж до Baryonyx walkeri.
Дослідження Маркоса Салеса, Цезаря Шульца та їхніх колег (2017) вказують на те, що південноамериканські спінозавриди Angaturama, Irritator та Oxalaia були проміжними між Baronychinae та Spinosaurinae, виходячи з їхніх черепно-зубних особливостей та кладистичного аналізу. Це вказує на те, що Baryonychinae можуть насправді бути немонофілетичними. Їхню кладограму можна побачити нижче:
|  | Angaturama                                              |
|  |                                                         |
|  | \| \| Oxalaia \| \| \| \| \| \| Spinosaurus \| \| \| \| |
|  |                                                         |
|  | Oxalaia                                                 |
|  |                                                         |
|  | Spinosaurus                                             |
|  |                                                         |

|  | Oxalaia     |
|  |             |
|  | Spinosaurus |
|  |             |

|  | Angaturama                                              |
|  |                                                         |
|  | \| \| Oxalaia \| \| \| \| \| \| Spinosaurus \| \| \| \| |
|  |                                                         |
|  | Oxalaia                                                 |
|  |                                                         |
|  | Spinosaurus                                             |
|  |                                                         |

|  | Oxalaia     |
|  |             |
|  | Spinosaurus |
|  |             |

Кладограма нижче представляє результати дослідження Arden et al. (2018):
|  | Baryonyx walkeri      |
|  |                       |
|  | Suchomimus tenerensis |
|  |                       |

|              | Irritator challengeri |
|              | |
|              | Oxalaia quilombensis |
|              | |
| Spinosaurini | \| \| Зразок з формації Гара Самані \| \| \| \| \| \| Sigilmassasaurus brevicollis \| \| \| \| \| \| Spinosaurus aegyptiacus \| \| \| \| |
|              | \| \| Зразок з формації Гара Самані \| \| \| \| \| \| Sigilmassasaurus brevicollis \| \| \| \| \| \| Spinosaurus aegyptiacus \| \| \| \| |
|              | Зразок з формації Гара Самані |
|              | |
|              | Sigilmassasaurus brevicollis |
|              | |
|              | Spinosaurus aegyptiacus |
|              | |

|  | Зразок з формації Гара Самані |
|  |                               |
|  | Sigilmassasaurus brevicollis  |
|  |                               |
|  | Spinosaurus aegyptiacus       |
|  |                               |

|              | Irritator challengeri |
|              | |
|              | Oxalaia quilombensis |
|              | |
| Spinosaurini | \| \| Зразок з формації Гара Самані \| \| \| \| \| \| Sigilmassasaurus brevicollis \| \| \| \| \| \| Spinosaurus aegyptiacus \| \| \| \| |
|              | \| \| Зразок з формації Гара Самані \| \| \| \| \| \| Sigilmassasaurus brevicollis \| \| \| \| \| \| Spinosaurus aegyptiacus \| \| \| \| |
|              | Зразок з формації Гара Самані |
|              | |
|              | Sigilmassasaurus brevicollis |
|              | |
|              | Spinosaurus aegyptiacus |
|              | |

|  | Зразок з формації Гара Самані |
|  |                               |
|  | Sigilmassasaurus brevicollis  |
|  |                               |
|  | Spinosaurus aegyptiacus       |
|  |                               |

|              | Irritator challengeri |
|              | |
|              | Oxalaia quilombensis |
|              | |
| Spinosaurini | \| \| Зразок з формації Гара Самані \| \| \| \| \| \| Sigilmassasaurus brevicollis \| \| \| \| \| \| Spinosaurus aegyptiacus \| \| \| \| |
|              | \| \| Зразок з формації Гара Самані \| \| \| \| \| \| Sigilmassasaurus brevicollis \| \| \| \| \| \| Spinosaurus aegyptiacus \| \| \| \| |
|              | Зразок з формації Гара Самані |
|              | |
|              | Sigilmassasaurus brevicollis |
|              | |
|              | Spinosaurus aegyptiacus |
|              | |

|  | Зразок з формації Гара Самані |
|  |                               |
|  | Sigilmassasaurus brevicollis  |
|  |                               |
|  | Spinosaurus aegyptiacus       |
|  |                               |

|              | Irritator challengeri |
|              | |
|              | Oxalaia quilombensis |
|              | |
| Spinosaurini | \| \| Зразок з формації Гара Самані \| \| \| \| \| \| Sigilmassasaurus brevicollis \| \| \| \| \| \| Spinosaurus aegyptiacus \| \| \| \| |
|              | \| \| Зразок з формації Гара Самані \| \| \| \| \| \| Sigilmassasaurus brevicollis \| \| \| \| \| \| Spinosaurus aegyptiacus \| \| \| \| |
|              | Зразок з формації Гара Самані |
|              | |
|              | Sigilmassasaurus brevicollis |
|              | |
|              | Spinosaurus aegyptiacus |
|              | |

|  | Зразок з формації Гара Самані |
|  |                               |
|  | Sigilmassasaurus brevicollis  |
|  |                               |
|  | Spinosaurus aegyptiacus       |
|  |                               |

|              | Irritator challengeri |
|              | |
|              | Oxalaia quilombensis |
|              | |
| Spinosaurini | \| \| Зразок з формації Гара Самані \| \| \| \| \| \| Sigilmassasaurus brevicollis \| \| \| \| \| \| Spinosaurus aegyptiacus \| \| \| \| |
|              | \| \| Зразок з формації Гара Самані \| \| \| \| \| \| Sigilmassasaurus brevicollis \| \| \| \| \| \| Spinosaurus aegyptiacus \| \| \| \| |
|              | Зразок з формації Гара Самані |
|              | |
|              | Sigilmassasaurus brevicollis |
|              | |
|              | Spinosaurus aegyptiacus |
|              | |

|  | Зразок з формації Гара Самані |
|  |                               |
|  | Sigilmassasaurus brevicollis  |
|  |                               |
|  | Spinosaurus aegyptiacus       |
|  |                               |

|              | Irritator challengeri |
|              | |
|              | Oxalaia quilombensis |
|              | |
| Spinosaurini | \| \| Зразок з формації Гара Самані \| \| \| \| \| \| Sigilmassasaurus brevicollis \| \| \| \| \| \| Spinosaurus aegyptiacus \| \| \| \| |
|              | \| \| Зразок з формації Гара Самані \| \| \| \| \| \| Sigilmassasaurus brevicollis \| \| \| \| \| \| Spinosaurus aegyptiacus \| \| \| \| |
|              | Зразок з формації Гара Самані |
|              | |
|              | Sigilmassasaurus brevicollis |
|              | |
|              | Spinosaurus aegyptiacus |
|              | |

|  | Зразок з формації Гара Самані |
|  |                               |
|  | Sigilmassasaurus brevicollis  |
|  |                               |
|  | Spinosaurus aegyptiacus       |
|  |                               |

|              | Irritator challengeri |
|              | |
|              | Oxalaia quilombensis |
|              | |
| Spinosaurini | \| \| Зразок з формації Гара Самані \| \| \| \| \| \| Sigilmassasaurus brevicollis \| \| \| \| \| \| Spinosaurus aegyptiacus \| \| \| \| |
|              | \| \| Зразок з формації Гара Самані \| \| \| \| \| \| Sigilmassasaurus brevicollis \| \| \| \| \| \| Spinosaurus aegyptiacus \| \| \| \| |
|              | Зразок з формації Гара Самані |
|              | |
|              | Sigilmassasaurus brevicollis |
|              | |
|              | Spinosaurus aegyptiacus |
|              | |

|  | Зразок з формації Гара Самані |
|  |                               |
|  | Sigilmassasaurus brevicollis  |
|  |                               |
|  | Spinosaurus aegyptiacus       |
|  |                               |

|              | Irritator challengeri |
|              | |
|              | Oxalaia quilombensis |
|              | |
| Spinosaurini | \| \| Зразок з формації Гара Самані \| \| \| \| \| \| Sigilmassasaurus brevicollis \| \| \| \| \| \| Spinosaurus aegyptiacus \| \| \| \| |
|              | \| \| Зразок з формації Гара Самані \| \| \| \| \| \| Sigilmassasaurus brevicollis \| \| \| \| \| \| Spinosaurus aegyptiacus \| \| \| \| |
|              | Зразок з формації Гара Самані |
|              | |
|              | Sigilmassasaurus brevicollis |
|              | |
|              | Spinosaurus aegyptiacus |
|              | |

|  | Зразок з формації Гара Самані |
|  |                               |
|  | Sigilmassasaurus brevicollis  |
|  |                               |
|  | Spinosaurus aegyptiacus       |
|  |                               |

|  | Baryonyx walkeri      |
|  |                       |
|  | Suchomimus tenerensis |
|  |                       |

|              | Irritator challengeri |
|              | |
|              | Oxalaia quilombensis |
|              | |
| Spinosaurini | \| \| Зразок з формації Гара Самані \| \| \| \| \| \| Sigilmassasaurus brevicollis \| \| \| \| \| \| Spinosaurus aegyptiacus \| \| \| \| |
|              | \| \| Зразок з формації Гара Самані \| \| \| \| \| \| Sigilmassasaurus brevicollis \| \| \| \| \| \| Spinosaurus aegyptiacus \| \| \| \| |
|              | Зразок з формації Гара Самані |
|              | |
|              | Sigilmassasaurus brevicollis |
|              | |
|              | Spinosaurus aegyptiacus |
|              | |

|  | Зразок з формації Гара Самані |
|  |                               |
|  | Sigilmassasaurus brevicollis  |
|  |                               |
|  | Spinosaurus aegyptiacus       |
|  |                               |

|              | Irritator challengeri |
|              | |
|              | Oxalaia quilombensis |
|              | |
| Spinosaurini | \| \| Зразок з формації Гара Самані \| \| \| \| \| \| Sigilmassasaurus brevicollis \| \| \| \| \| \| Spinosaurus aegyptiacus \| \| \| \| |
|              | \| \| Зразок з формації Гара Самані \| \| \| \| \| \| Sigilmassasaurus brevicollis \| \| \| \| \| \| Spinosaurus aegyptiacus \| \| \| \| |
|              | Зразок з формації Гара Самані |
|              | |
|              | Sigilmassasaurus brevicollis |
|              | |
|              | Spinosaurus aegyptiacus |
|              | |

|  | Зразок з формації Гара Самані |
|  |                               |
|  | Sigilmassasaurus brevicollis  |
|  |                               |
|  | Spinosaurus aegyptiacus       |
|  |                               |

|              | Irritator challengeri |
|              | |
|              | Oxalaia quilombensis |
|              | |
| Spinosaurini | \| \| Зразок з формації Гара Самані \| \| \| \| \| \| Sigilmassasaurus brevicollis \| \| \| \| \| \| Spinosaurus aegyptiacus \| \| \| \| |
|              | \| \| Зразок з формації Гара Самані \| \| \| \| \| \| Sigilmassasaurus brevicollis \| \| \| \| \| \| Spinosaurus aegyptiacus \| \| \| \| |
|              | Зразок з формації Гара Самані |
|              | |
|              | Sigilmassasaurus brevicollis |
|              | |
|              | Spinosaurus aegyptiacus |
|              | |

|  | Зразок з формації Гара Самані |
|  |                               |
|  | Sigilmassasaurus brevicollis  |
|  |                               |
|  | Spinosaurus aegyptiacus       |
|  |                               |

|              | Irritator challengeri |
|              | |
|              | Oxalaia quilombensis |
|              | |
| Spinosaurini | \| \| Зразок з формації Гара Самані \| \| \| \| \| \| Sigilmassasaurus brevicollis \| \| \| \| \| \| Spinosaurus aegyptiacus \| \| \| \| |
|              | \| \| Зразок з формації Гара Самані \| \| \| \| \| \| Sigilmassasaurus brevicollis \| \| \| \| \| \| Spinosaurus aegyptiacus \| \| \| \| |
|              | Зразок з формації Гара Самані |
|              | |
|              | Sigilmassasaurus brevicollis |
|              | |
|              | Spinosaurus aegyptiacus |
|              | |

|  | Зразок з формації Гара Самані |
|  |                               |
|  | Sigilmassasaurus brevicollis  |
|  |                               |
|  | Spinosaurus aegyptiacus       |
|  |                               |

|              | Irritator challengeri |
|              | |
|              | Oxalaia quilombensis |
|              | |
| Spinosaurini | \| \| Зразок з формації Гара Самані \| \| \| \| \| \| Sigilmassasaurus brevicollis \| \| \| \| \| \| Spinosaurus aegyptiacus \| \| \| \| |
|              | \| \| Зразок з формації Гара Самані \| \| \| \| \| \| Sigilmassasaurus brevicollis \| \| \| \| \| \| Spinosaurus aegyptiacus \| \| \| \| |
|              | Зразок з формації Гара Самані |
|              | |
|              | Sigilmassasaurus brevicollis |
|              | |
|              | Spinosaurus aegyptiacus |
|              | |

|  | Зразок з формації Гара Самані |
|  |                               |
|  | Sigilmassasaurus brevicollis  |
|  |                               |
|  | Spinosaurus aegyptiacus       |
|  |                               |

|              | Irritator challengeri |
|              | |
|              | Oxalaia quilombensis |
|              | |
| Spinosaurini | \| \| Зразок з формації Гара Самані \| \| \| \| \| \| Sigilmassasaurus brevicollis \| \| \| \| \| \| Spinosaurus aegyptiacus \| \| \| \| |
|              | \| \| Зразок з формації Гара Самані \| \| \| \| \| \| Sigilmassasaurus brevicollis \| \| \| \| \| \| Spinosaurus aegyptiacus \| \| \| \| |
|              | Зразок з формації Гара Самані |
|              | |
|              | Sigilmassasaurus brevicollis |
|              | |
|              | Spinosaurus aegyptiacus |
|              | |

|  | Зразок з формації Гара Самані |
|  |                               |
|  | Sigilmassasaurus brevicollis  |
|  |                               |
|  | Spinosaurus aegyptiacus       |
|  |                               |

|              | Irritator challengeri |
|              | |
|              | Oxalaia quilombensis |
|              | |
| Spinosaurini | \| \| Зразок з формації Гара Самані \| \| \| \| \| \| Sigilmassasaurus brevicollis \| \| \| \| \| \| Spinosaurus aegyptiacus \| \| \| \| |
|              | \| \| Зразок з формації Гара Самані \| \| \| \| \| \| Sigilmassasaurus brevicollis \| \| \| \| \| \| Spinosaurus aegyptiacus \| \| \| \| |
|              | Зразок з формації Гара Самані |
|              | |
|              | Sigilmassasaurus brevicollis |
|              | |
|              | Spinosaurus aegyptiacus |
|              | |

|  | Зразок з формації Гара Самані |
|  |                               |
|  | Sigilmassasaurus brevicollis  |
|  |                               |
|  | Spinosaurus aegyptiacus       |
|  |                               |

|              | Irritator challengeri |
|              | |
|              | Oxalaia quilombensis |
|              | |
| Spinosaurini | \| \| Зразок з формації Гара Самані \| \| \| \| \| \| Sigilmassasaurus brevicollis \| \| \| \| \| \| Spinosaurus aegyptiacus \| \| \| \| |
|              | \| \| Зразок з формації Гара Самані \| \| \| \| \| \| Sigilmassasaurus brevicollis \| \| \| \| \| \| Spinosaurus aegyptiacus \| \| \| \| |
|              | Зразок з формації Гара Самані |
|              | |
|              | Sigilmassasaurus brevicollis |
|              | |
|              | Spinosaurus aegyptiacus |
|              | |

|  | Зразок з формації Гара Самані |
|  |                               |
|  | Sigilmassasaurus brevicollis  |
|  |                               |
|  | Spinosaurus aegyptiacus       |
|  |                               |

## У масовій культурі
Spinosaurus здавна зображувався в популярних книгах про динозаврів, хоча лише нещодавно з'явилося достатньо інформації про спінозаврид для їхнього точного змалювання. Після впливової реконструкції скелета 1955 року Лаппарентом і Лавокатом на основі діаграм Штромера 1936 року його почали розглядати як типового прямоходячого теропода, з черепом, подібним до черепа інших великих тероподів, і вітрилом на спині, навіть з чотирипалими руками.
Спінозавр з'явивляється у фільмі «Парк Юрського періоду III» 2001 року, замінивши тиранозавра в ролі головного антагоніста. Палеонтолог-консультант фільму Джон Р. Горнер сказав: «Якщо брати до уваги фактор довжини тварини, то не було нічого, що коли-небудь жило на цій планеті, що могло б зрівнятися з цією істотою [спінозавром]. Також я вважаю, що тиранозавр насправді був падальщиком, а не вбивцею. Спінозавр був дійсно хижою твариною». Згодом він відмовився від твердження про те, що тиранозавр був падальщиком. У фільмі спінозавр був зображений більшим і могутнішим за тиранозавра: у сцені битви між двома ожилими хижаками, спінозавр перемагає, ламаючи тиранозавру шию. Фактично, така битва не могла ніколи відбутися в минулому, оскільки Spinosaurus та Tyrannosaurus розділяло тисячі кілометрів та мільйони років. У четвертому фільмі «Світ Юрського періоду» є відсилання до цієї битви, коли тиранозавр проламує скелет спінозавра у кульмінаційній сутичці наприкінці фільму. Спінозавр з'явиться в багатьох іграх про Парк Юрського періоду, особливо в «Jurassic World Evolution» та її продовженні. Той самий спінозавр з третього фільму повертається в четвертому і п'ятому сезонах «Табору Крейдового періоду», де цього разу він бореться з двома тиранозаврами.
Також спінозавр зображався у телевізійному документальному фільмі «The Lost Dinosaurs of Egypt» (2002), у якому він пробирався болотами Єгипту крейдового періоду.
Окрім фільмів, фігурок, відеоігор та книг, спінозавр зображений на поштових марках таких країн, як Ангола, Гамбія та Танзанія.